# 柏狀灰蘚
柏狀灰蘚（学名：Hypnum cupressiforme）为灰蘚科灰蘚屬下的一个种。

## 扩展阅读
- 維基物種上的相關：柏狀灰蘚